# Mesosa sparsenotata
Mesosa sparsenotata es una especie de escarabajo longicornio del género Mesosa, categorizada en la tribu Mesosini, de la subfamilia Lamiinae. Fue descrita por Pic en 1922.

## Descripción
Mide 14,5-20 mm de longitud.

## Distribución
Se distribuye por China, Corea y Vietnam.